# Droits LGBT en Corée du Sud
Pour des articles plus généraux, voir Droits LGBT et LGBT+ en Corée du Sud.
Les relations sexuelles homosexuelles continuent de constituer un délit pénal dans le code militaire, donnant lieu à une peine maximale de deux ans de prison, qu’elles soient consenties ou non, et aient lieu ou non dans les unités de l’armée. Ce délit est inscrit à l'article 92-6 du Code pénal militaire. C'est un article pénalisant l'homosexualité et les actes homosexuels.